# معهد باولي كالميت
يعد معهد باولي كالميت ( IPC ) أحد مراكز السرطان الإقليمية الثمانية عشر في فرنسا، ويقع في مرسيليا منذ عام 1923.
مؤسسة صحية خاصة ذات مصلحة جماعية (ESPIC) تخضع لقانون الصحة العامة كمركز إقليمي لمكافحة السرطان ينفذ المعهد مهامًا على مستوى المستشفى والجامعة في مجال الأورام، وبالأخص الرعاية الشاملة لجميع أمراض السرطان لمنطقة PACA الغربية وكورسيكا. يُكلف معهد باولي-كالميت، بموجب القانون، بمهمة الخدمة العامة في مجال علاج السرطان.

## تاريخي
وفي عام 1923، وبموجب مرسوم حكومي، تم افتتاح معهد لدراسة السرطان والراديوم في مرسيليا. وفي عام 1927، تم نقل المركز إلى مستشفى سانت مارغريت. وفي عام 1947، تم الاعتراف بها كمنفعة عامة بموجب مرسوم. وفي عام 1969، انتقل المركز إلى المبنى الرئيسي الحالي. في عام 1974، قرر البروفيسور كزافييه سيرافينو أن يطلق عليه اسم معهد باولي كالميت. إنه تكريم للبروفيسور جان باولي، المدير العام (1952-1970) وإيرين كالميت (الممرضة والمشرفة العامة التي تعمل في علاج السرطان منذ عام 1927),.

## أرقام 2018[5]
- طاقم عمل : 1400 موظف منهم 222 ممارس
- ترحيب :
  - 252 سريرًا كاملاً للاستشفاء، بما في ذلك 20 سريرًا للعناية المركزة/العناية المستمرة،
  - 80 غرفة مجهزة بالتدفق الصفحي،
  - 51 مكانًا في المستشفى الطبي النهاري،
  - 20 مكانًا للجراحة النهارية في المستشفى،
  - 20 كان الأماكن،
  - 14,606 حالة دخول إلى المستشفى الكامل،
  - 41.085 إقامة في المستشفى النهاري،
  - 10,435 يومًا من الحدث
    - تم علاج 43,400 مريض (قائمة الانتظار النشطة)
    - تم علاج 11.080 مريضًا جديدًا في المستشفى أو في العيادات الخارجية.

## المنصات التقنية[5]

### غرفة العمليات
- 12 غرفة عمليات منها 3 مخصصة للمناظير،
- 2 روبوتات جراحية،
- 1 جهاز العلاج الإشعاعي أثناء العملية.

### العلاج الإشعاعي
- 4 مسرعات,
- 1 جهاز قياس الجرعات.

### التصوير
- 2 ماسحات ضوئية،
- 1 التصوير بالرنين المغناطيسي،
- 1 وحدة تصوير نسائية،
- 1 كتلة الأشعة التداخلية،
- 2 غرفة الموجات فوق الصوتية
- 1 غرفة أشعة تقليدية.

### الطب النووي
- 2 كاميرات جاما،
- 1 تصوير مقطعي بالإصدار البوزيتروني.

### الفصادة الخلوية
- 4 آلات،

### بيولوجيا السرطان
- 1 معمل علم الأمراض الحيوية،
- 1 مختبر علم الأورام الوراثي (الجسدي والدستوري).

## النشاط البحثي في عام 2018[5]

### مجالات التخصص
- أمراض الدم الأورام
- سرطانات الثدي
- سرطانات الجهاز الهضمي
- سرطانات المسالك البولية
- السرطانات النسائية

### الموارد البشرية
- 19 فريقًا بحثيًا مدعومًا بـ 14 منصة تكنولوجية متطورة،
- 1 فريق بحثي في العلوم الاقتصادية والاجتماعية للصحة ومعالجة المعلومات الطبية.

### منصات البحوث السريرية
- 1 قسم الأبحاث والابتكارات السريرية
- 1 مركز التجارب السريرية للمرحلة المبكرة،
- 1 مركز الإحصاء الحيوي وإدارة البيانات،
- 1 منصة مبتكرة لتطوير الأدوية،
- تم تضمين 1 267 مريضًا في بروتوكولات البحث السريري.

## علاج السرطان في معهد باولي كالميت
في معهد باولي-كالميتس، يتم علاج الأمراض السرطانية التالية:
- سرطانات الجهاز الهضمي،
- سرطانات الغدد الصماء،
- سرطان الثدي،
- السرطانات النسائية،
- سرطانات الدم،
- سرطانات الأنف والأذن والحنجرة،
- سرطانات الجلد،
- سرطانات الصدر،
- سرطانات المسالك البولية،
- الأورام اللحمية والأورام الضامة الأخرى.[6]

قائمة كاملة : https://www.institutpaolicalmettes.fr/cancers-pris-en-charge-par-ipc/